# Scarabaeus lamarcki
Scarabaeus lamarcki es una especie de escarabajo del género Scarabaeus, familia Scarabaeidae. Fue descrita científicamente por MacLeay en 1821.
Habita en la región afrotropical (Senegal, Guinea, República Democrática del Congo, Angola, Zimbabue, Mozambique, Namibia, Botsuana, provincia de Transvaal, Ciudad del Cabo, Estado Libre de Orange y Natal.